# Tarache tetragona
Tarache tetragona is een vlinder uit de familie van de uilen (Noctuidae). De wetenschappelijke naam van deze soort is voor het eerst voorgesteld als Acontia tetragona door Francis Walker in een publicatie uit 1858.
De soort komt voor in de Verenigde Staten, de Antillen, Mexico, Guatemala en Honduras.